# Ariyalur
Ariyalur (Tamil: அரியலூர் Ariyalūr [ˈaɾijəluːr], auch Ariyilur) ist eine Stadt im südindischen Bundesstaat Tamil Nadu. Die Einwohnerzahl beträgt rund 29.000 (Volkszählung 2011). Ariyalur ist Verwaltungssitz des gleichnamigen Distrikts. Sie liegt im zentralen Binnenland Tamil Nadus ca. 250 Kilometer südwestlich der Hauptstadt Chennai.
Der ursprüngliche Name Ariyalurs lautet Ariyilur, was sich von „Ort (ur) des Hauses (il) des Hari (ari, d. h. Vishnu)“ herleiten soll. Ariyalur war einst der Sitz eines lokalen Feudalherren (Poligar). Als die Briten das Gebiet 1801 annektierten, setzten sie die ehemaligen Herrscher als Zamindars (Grundherren) ein. Traditionell ist Ariyalur ein Zentrum der Satinherstellung. Heute ist die Zementindustrie der wichtigste Erwerbszweig. Vier Zementfabriken in und um Ariyalur nutzen die reichen Kalksteinvorkommen der Umgebung. Im rund fünf Kilometer entfernten Kallankurichi befindet sich der Sri-Kaliyuga-Varadharaja-Perumal-Tempel, der für sein jährlich im März oder April stattfindendes Tempelwagenfest bekannt ist.
Die Bahnstrecke von Chennai nach Tiruchirappalli führt durch Ariyalur. Am 23. November 1956 ereignete sich hier mit dem Eisenbahnunfall von Ariyalur einer der schwersten Eisenbahnunfälle in der Geschichte Indiens mit mindestens 144 Toten.
91 Prozent der Einwohner Ariyalurs sind Hindus, fünf Prozent Muslime und vier Prozent Christen. Die Hauptsprache ist, wie in ganz Tamil Nadu, das Tamil, das von 97 Prozent der Bevölkerung als Muttersprache gesprochen wird.